# 久松氏 (長崎町年寄)
久松氏（ひさまつし）は、江戸時代の長崎の地役人。
久松家は、長崎の出島築造の出資者・出島町人の久松新兵衛の家系で、『長崎名家略譜』によれば「西浜町に住す、高十五人扶持、受用銀十五貫目、屋敷千三百八十四坪、除税地」という長崎町年寄の名家。先祖は武州大串を領して源頼朝に属したが、4代目が肥前国に移って大村の旗下に属した。実子が無いため、讃岐国丸亀の城主・生駒帯刀の末子の堀尾作十郎を養子にした。作十郎にも子ができなかったため長崎町年寄・高木作右衛門の子を養子とし、それが名を改め、初代久松善兵衛となる。
西浜町（長崎市銅座町・浜町のあたり）にあった屋敷はかつて長崎町年寄筆頭の高木彦右衛門のものだったが、深堀事件によって高木家が断絶した後、久松家の屋敷となった。

## 本家
初代 - 久松善兵衛忠辰
養子、高木作右衛門宗利（4代目）の三男
元禄10年（1697年）、常行司に就任。同12年（1699年）、町年寄に就任。
宝永6年（1709年）、隠居。
2代目 - 松永市右衛門忠昭
養子、高島四郎兵衛茂村（3代目）の次男
宝永6年、町年寄に就任。同7年（1710年）、奉行と同姓のため、松永と改姓。
享保7年（1722年）7月22日、没。
3代目 - 久松善兵衛茂政
養子、高島四郎兵衛茂程（4代目）の次男
享保4年（1719年）、家を継ぐ。同11年（1726年）、町年寄見習に就任。同12年（1727年）、久松姓に復する。同14年（1729年）、町年寄に就任。
延享4年（1747年）9月18日、没。
4代目 - 久松喜兵衛忠廉
養子、高木作右衛門忠栄（7代目）の末男
延享4年、町年寄に就任。
宝暦4年（1754年）4月19日、没。
5代目 - 久松善兵衛忠衹
3代目善兵衛茂政の次男。別名半右衛門
宝暦4年、町年寄見習に就任。同8年（1758年）、町年寄に就任。
天明5年（1785年）、「御奉公筋出精」により、帯刀を許された上、長崎会所調役に任命。
寛政元年（1789年）、権限一部剥奪。同2年（1790年）9月、隠居。同12年（1800年）4月19日、没。
6代目 - 久松善兵衛定寿
寛政元年（1789年）10月、町年寄見習に就任。同2年（1790年）10月、町年寄に就任。
享和元年（1801年）、隠居。
天保12年（1841年）5月4日、没。
7代目 - 久松善兵衛忠恒
養子、後藤五郎左衛門貞郁（長崎町年寄・後藤家10代目）の次男
寛政12年（1800年）、町年寄見習に就任。
享和元年（1801年）2月、町年寄に就任。
文化12年（1815年）11月、隠居。
天保13年（1842年）12月29日、没。
8代目 - 久松碩次郎定碩
養子、高島四郎兵衛茂紀（9代目）の次男、高島秋帆の次兄。詳細は久松碩次郎を参照。
9代目 - 久松新兵衛定益
7代目善兵衛忠恒の四男
弘化3年（1846年）7月25日、高島秋帆の疑獄事件に連座して、50日押込となる。同4年（1847年）、没。
10代目 - 久松喜兵衛忠恒
8代目碩次郎定碩の子
文久2年（1862年）、没。享年31。
11代目 - 久松若三郎
文久3年（1863年）、町年寄に就任。

## 分家
初代 - 久松土岐太郎忠真
久松善兵衛茂政（本家3代目）の三男
明和3年（1766年）3月、町年寄末席に任じられる。
天明7年（1787年）正月、一代町年寄に就任。
寛政元年（1789年）7月、隠居。同年11月29日、没。
2代目 - 久松平三郎忠倫
寛政元年、町年寄末席見習に就任。同4年（1792年）11月、町年寄末席に就任。同12年（1800年）正月、一代町年寄に就任。
享和3年（1803年）2月18日、没。
3代目 - 久松嘉兵衛忠豊
享和3年4月、町年寄末席に就任。
文政5年（1822年）7月、町年寄に就任。以後、世襲となる。
4代目 - 久松金之助忠篤
養子、久留米藩士・今井清右衛門の次男
天保2年（1831年）、町年寄見習に就任。同4年（1833年）、退職。
5代目 - 久松蜂次郎忠清
養子、薬師寺久左衛門種茂の三男
天保5年（1834年）5月、町年寄に就任。同8年（1837年）、退職。
6代目 - 久松土岐太郎忠功
養子、高島秋帆の次男。詳細は久松土岐太郎を参照。
7代目 - 久松土岐太郎忠誨
養子、久松新兵衛定益（本家9代目）の次男。詳細は久松寬三郞を参照。